# Gottlob Schrenk
Gottlob Schrenk (* 10. Februar 1879 in Frankfurt am Main; † 13. April 1965 in Arosa) war ein deutscher Geistlicher und Hochschullehrer.

## Leben

### Familie und Ausbildung
Gottlob Schrenk war der Sohn des Erweckungspredigers Elias Schrenk und dessen Ehefrau Eleonore Auguste Brunhilde (geb. Heinrichsen).
Nachdem die Familie noch in seinem Geburtsjahr nach Bern übersiedelte, wuchs Gottlob Schrenk dort auf und kam 1887 nach Marburg und 1891 nach Barmen; dort absolvierte er 1897 sein Abitur und absolvierte anschliessend ein Volontariat in der Landwirtschaft in der Nähe von Schaffhausen.
Er immatrikulierte sich an der Universität Erlangen und begann mit einem Theologie-Studium, das er an der Universität Tübingen, der Universität Halle, der Universität Bonn und der Universität Genf fortsetzte. An der Tübinger Universität wurde er besonders von Adolf Schlatter geprägt.

### Beruflicher Werdegang
Nach Beendigung des Studiums war er anfangs Vikar in Bern, und dann mehrere Jahre als Hilfsprediger in Nümbrecht, Asbach im Rheinland, Barmen und Koblenz tätig, bevor er 1908 Pfarrer in Heiligenhaus bei Düsseldorf wurde. 1911 wurde er dann als Inspektor und Dozent der Bodelschwinghschen Anstalten an die Evangelische Missionsgesellschaft Bethel berufen; hier hielt er am 19. Juli 1914 die Festpredigt zum 62. Jahresfest des Bielefelder Rettungshauses Schildesche.
In der Zeit von 1912 bis 1923 lehrte er als Dozent für neutestamentliche Exegese an der Theologischen Hochschule in Bethel und war von 1923 bis zu seiner Emeritierung 1949, als Nachfolger von Paul Wilhelm Schmiedel, ordentlicher Professor für Neues Testament an der Universität Zürich; in dieser Zeit war er während zweier Amtsperioden (1926 und 1936) Dekan der Theologischen Fakultät. Nachdem er in den Ruhestand gegangen war, lehrte er noch mehrere Jahre als Honorarprofessor an der Universität Zürich.
Zu seinen Studenten gehörte unter anderem auch Eduard Schweizer.

### Theologisches und schriftstellerisches Wirken
Theologisch gehörte er zur positiven Richtung. Seine Anwendung der historisch-kritischen Exegese war gepaart mit Ehrfurcht vor dem Zeugnis des Neuen Testaments.
Er war unter anderem mit dem Theologen Emil Brunner befreundet.
Neben seiner grundlegenden Monografie Gottesreich und Bund im älteren Protestantismus, vornehmlich bei Johannes Coccejus, von 1923 verfasste Gottlob Schrenk, neben zahlreichen Büchern, verschiedene Artikel für das Theologische Wörterbuch zum Neuen Testament.

## Mitgliedschaften
Gottlob Schrenk war eine führende Persönlichkeit der Deutschen Christlichen Studentenvereinigung.

## Schriften (Auswahl)
- Des christlichen Studenten Beruf. Halle an der Saale, Deutsche Christliche Studenten-Vereinigung 1902.
- Aus Gottes Wort. Bethel bei Bielefeld: Anstalt Bethel, 1915.
- Gerhard Kittel; Julius Schniewind; Gottlob Schrenk: Jesus und die Juden. Berlin: Furche-Verlag, 1922.
- Gottesreich und Bund im älteren Protestantismus vornehmlich bei Johannes Coccejus. Gütersloh 1923.
- Einflüsse Jesu. Berlin: Furche Verlag, 1923.
- Christusglaube. Berlin, 1925.
- Die Aneignung des Heils. Berlin: Furche-Verl, 1925.
- Jesus Christus, die Wahrheit und der Charakter seiner Gemeinde. Bern, Buchhandlg der Evangelischen Gesellschaft 1927.
- Jesus, der Beter. Basel Majer 1927.
- Grundmotive des Glaubens. Berlin, Furche Verlag, 1928.
- Die Geschichtsanschauung des Paulus auf dem Hintergrund seines Zeitalters. Bethel: Verlagshandlung der Anstalt Bethel 1932.
- Geist und Enthusiasmus: eine Erläuterung zur paulinischen Theologie. Berlin: Furche, 1934.
- Dikē dikaiōsis. 1934
- Busswort und Evangelium. Bern: Buchhandlung der Evangelischen Gesellschaft, 1935.
- Im Wellenschlag der Zeit. Basel Majer 1936.
- Das Werk der Liebe im Endgericht. Zürich: Zwingli Verlag 1939.
- Galiläa zur Zeit Jesu: das Land und seine Leute. Basel: Heinrich Majer, 1942.
- Unser Glaube an den Zorn Gottes nach dem Römerbrief. Basel: H. Majer, 1944.
- Die Stellung des Neuen Testaments zum Geschlechtsleben. Berlingen: Schweizerischer Bund vom Weissen Kreuz, 1945.
- Geistliche Vollmacht heute. Basel: H. Majer, 1946.
- Die Erwartung des Weltendes. Basel: Majer, 1950.
- Theologie und Gemeinde. Basel: Majer, 1951.
- Die Weissagung über Israel im Neuen Testament. Zürich: Gotthelf-Verlag, 1951.
- Der heutige Geisteskampf in der Frage um die Heilige Schrift. Zürich: Gotthelf-Verlag 1952.
- Die Bedeutung der Einfachheit für den Glauben. Basel: H. Majer, 1953.
- Studien zu Paulus. Zürich: Zwingli-Verl, 1954.
- Vom Geist bewegte Gemeinde. Zürich Frankfurt am Main Gotthelf-Verlag 1956.